# Wismar
Wismar je mali lučki grad u njemačkoj pokrajini Mecklenburg-Vorpommern, na obali Baltičkog mora, 45 km istočno od Lübecka. Njegovo staro hanzeatsko središte od gotičke opeke je UNESCOva svjetska baština od 2002. god.

## Povijest
Wismar je dobio građanska prava 1229., a u posjed Mecklenburga je došao 1301. god. God. 1259., ušao je u savez s Lübeckom i Rostockom protiv brojnih Baltičkih pirata, koji se kasnije razvio u Hanzu. Tijekom 13. i 14. stoljeća, kao slobodni hanzeatski grad usredotočen na proizvodnju vune, doživljava procvat. Iako je kuga odnijela 10.000 stanovnika 1376. god., grad je i dalje prosperirao, sve do 16. stoljeća.
Nakon Vestfalskog mira (kojim je završio tridesetogodišnji rat) 1648. god., Wismar je pripao Švedskoj.Upravo su preko Wismara, ali i drugih posjeda u Svetom Rimskom Carstvu, švedski vladari preuzimali uloge knezova, ili su sudjelovali u Carskoj upravi (Reichsfürsten). Od 1653. god. Wismar postaje sjedište najvišeg suda za taj dio Švedske. Godine 1803., Švedska je obećala grad i gospodstvo Mecklenburgu za 1.258.000 riksdalera, međutim zadržavši pravo otkupa nakon 100 godina. Godine 1903., Švedska se konačno odrekla svojih potraživanja. Wismar još ima nekoliko ostataka svojih starih sloboda, uključujući pravo na podizanje vlastite zastave.
Početkom 19. st. podižu se mnoge važne tvornice (čelika, strojeva, papira, asfalta), a razvojem morske trgovine parnim brodovima Wismar počinje prednjačiti u regiji. Kako se u njemu nalazila tvornica zrakoplova (Norddeutsche Dornier-Werke), jako je stradao u savezničkom bombardiranju tijekom Drugog svjetskog rata. Nakon konferencije na Jalti britanska vojska se povukla jer je Wismar potpao pod sovjetsku okupacijsku zonu.

## Znamenitosti
U središtu starog grada nalazi se ogromni trg, najveći u Njemačkoj (10.000 četvornih metara), okružen elegantnim zgradama u stilovima od 14. stoljeća (sjeverna njemačka gotika) do 19. st. (romanički preporod). Vizualno središte trga je Wasserkunst, bogato dekorirana fontana od kovanog željeza uvezena iz Nizozemske 1602. godine. Sjeverna strana trga je zatvorena Gradskom vijećnicom izgrađenom u stilu neoklasicizma (1817. – 1819.). Još jedna zgrada na trgu je staro gotičko skladište Staro Swede (Alter Schwede) iz oko 1380. godine. Visoki toranj Gospine crkve (Marienkirche) od 80 m jedini je ostatak originalne gotičke građevine od opeke iz prve polovice 13. stoljeća. Ona je pretrpjela teška oštećenja u Drugom svjetskom ratu, i namjerno je uništena 1960. godine za vrijeme Istočno Njemačke komunističke vlasti. 
Crkva sv. Nikole (Nikolaikirche) izgrađena od 1381. – 1460. god., s vrlo zanimljivim svodovima, smatra se, zajedno s Marienkirche, dobrim primjerom utjecaja velike Gospine crkva u Lübecku. 
Elegantna crkva svetog Jurja (St Georgen-Kirche) križnog tlocrta datira iz prve polovice 13. stoljeća. Teško je stradala u Drugom svjetskom ratu i popravljena je od 1990. – 2010. god.
Fürstenhof, vojvodska rezidencija, a kasnije općinskih vlasti, je bogato ukrašen primjerak talijanske rane renesanse. Izgrađen od 1552. – 1565. god., i obnovljen od 1877. – 1879. god. 
Stara škola iz oko 1300. god., je također obnovljena. 
Gradska vijećnica, obnovljena 1829. god., sadrži zbirku slika. 
Glavna Galerija likovnih umjetnosti je Gradska galerija Baumhaus koja se nalazi u staroj wismarskoj luci.
- Wismarska vijećnica 1960-ih
- Staro skladište Swede (Alter Schwede)
- Stara gradska vrata od mora (Wassertor)
- Toranj Gospine crkve (Marienkirsche)
- Crkva sv. Nikole (Nikolaikirche)

## Slavni stanovnici
- Klaus Störtebeker (1360. – 1401.), gusar
- Otto von Bismarck (1815. – 98.), prvi kancelar pruskoga kraljevstva (1862. – 1890.)
- Gottlob Frege (1848. – 1925.), matematičar i filozof
- Marita Koch (1957.-), atletičarka

## Vanjske poveznice
- Službena stranica grada
- Wismar panorama - virtualni obilazak

### Ostali projekti
|  | Zajednički poslužitelj ima još gradiva o temi Wismar |